# Крипта
Крипта (грч. κρυπτη, kryptē) је подземна просторија, испод храма или јавне грађевине, која служи као гробница или за чување реликвија. Исто тако крипта може да служи за богослужења и као простор за одржавања културних садржаја.
Првобитно реч крипта је означавала посебну просторију у катакомбама у којима се служили обреди и сахрањивали мученици. Код хришћана крипта је представљала подземни ходник у који се долазило и слушало богослужење.